# Celaena erupta
Celaena erupta är en fjärilsart som beskrevs av Ernst Friedrich Germar 1842. Celaena erupta ingår i släktet Celaena och familjen nattflyn. Inga underarter finns listade i Catalogue of Life.